# Made in Denmark: The Movie
 For alternative betydninger, se Made in Denmark.
|  | Denne artikel er oprettet af botten PalnaBot ud fra en ekstern database. Den kan derfor have sproglige fejl eller mangler. Denne skabelon kan fjernes efter kontrol af indholdet. |

Made in Denmark er en dokumentarfilm skrevet og instrueret af Kaywan Mohsen.

## Handling
Filmen er baseret på Kaywan Mohsens prisvindende kortfilm af samme navn og er et selvbiografisk portræt af en ung 2.G'ers søgen efter et ståsted i tilværelsen. Kaywan mødes med fordomme og racisme - uden selv at kunne sige sig fri for at have begået fejl undervejs.

## Eksterne Henvisninger
- Made in Denmark: The Movie på Internet Movie Database (engelsk)
- Made in Denmark: The Movie på Filmdatabasen
- Made in Denmark: The Movie på Filmdatabasen
- Made in Denmark: The Movie på Scope
- Made in Denmark: The Movie på The Movie Database (engelsk)